# Hotivlea, Horodnea
Hotivlea (în ucraineană Хотівля) este localitatea de reședință a comunei Hotivlea din raionul Horodnea, regiunea Cernihiv, Ucraina.

## Demografie
Componența lingvistică a localității Hotivlea
     Ucraineană (93,15%)
     Belarusă (3,94%)
     Rusă (2,9%)
Conform recensământului din 2001, majoritatea populației localității Hotivlea era vorbitoare de ucraineană (93,15%), existând în minoritate și vorbitori de belarusă (3,94%) și rusă (2,9%).